# 863
Năm 863 là một năm trong lịch Julius.

## Sinh
- Vương Ngạn Chương, danh tướng nhà Hậu Lương thời Ngũ đại Thập quốc.

## Mất
- Thái Tập, tướng nhà Đường, tham gia cuộc chiến chống Nam Chiếu tại An Nam đô hộ phủ.
- Lý Tư, hoàng tử của Đường Tuyên Tông.